# 日本子どもを守る会
日本子どもを守る会（にほんこどもをまもるかい）とは、日本国憲法と児童憲章及び国連・子どもの権利条約の理念と精神に則り、日本の子どもたちの健やかな成長としあわせを実現することを目的に、子どもを守り育てる諸運動と協力・連帯して、「健全な児童文化の創造と普及」に向けた、さまざまなとりくみを展開している、日本の社会運動団体。

## 概要
児童憲章が制定された翌年に当たる1952年5月17日、衆議院会館にて発足。当時は朝鮮戦争に伴い、米軍基地周辺に居住する児童を巡る教育環境が悪化しており、学生や研究者、市民団体や文化団体の他、労働組合関係者らが思想・信条の違いを越えて会を立ち上げ、子どもの人権と平和を守る国民的な運動を進めた。
とりわけ子供を結核から守る運動や、原爆記念日には平和運動を積極的に推進。武蔵野市では米軍宿舎設置反対のため、1952年8月17日に抗議大会を開き、吉田茂首相（当時）や衆参両院議長、武蔵野市長らに決議文を送ることになる。なお、米軍宿舎は結局建設されるものの、その後取り壊され現存しない。
1964年に『子ども白書』を創刊、緑星社や草土文化、本の泉社、かもがわ出版と版元を変えながらも、現在まで刊行を続けている。2002年には創立50年を迎え、記念としてこれまで会が行なってきた取り組みをまとめた『花には太陽を子どもには平和を』を新評論より上梓。

## 基本目標
- 私たちは、児童憲章ならびに国連・子どもの権利条約を実現するために、国民的な運動をおこします。
- 私たちは、日本国憲法の精神にしたがって、子どもを戦争から守ります。
- 私たちは、子どものしあわせをはばんでいる悪い環境や条件を、とりのぞくことにつとめます。
- 私たちは、子どもが自分たちで強く正しく明るく伸びていく力を養うように助けます。
- 私たちは、それぞれの立場から、愛情と知性と技術をもって、みんなの力で子どものしあわせを追求します。

## 活動

### 年間行事
会では以下に掲げる行事を毎年行っている。
- 『子ども白書』、『児童問題研究』の発行
- 毎月『子どものしあわせ』、『子どもを守る』を発行。
- 1953年以来、各団体とともに実行委員会を立ち上げ、「子どもを守る文化会議」を全国各地で開催。
- ６月に日本民間教育研究団体連絡会との合同集会、８月に「平和祈念集会」、９月に「３１条のひろば」、１０月に「『子ども白書』刊行記念イベント」、をそれぞれ開講。
- 以前は、国連で子どもの権利条約が採択されたのを記念して、11月20日を中心に「子どもの人権デー」のイベントを開催、続いて冬季には、児童の心身の問題について「未来講座」を開催し、また、付属児童問題研究所を設置していた。

### 児童憲章７０周年
2021年は、児童憲章７０周年の記念の年として、《児童憲章を忘れない》及び《その完全実現を掲げ続けてきたのが日本子どもを守る会》として運動を行っている。子どものしあわせブックレット『忘れていませんか？ 児童憲章』を発刊している。

### 声明など
2020年は、小中高校・特別支援学校一斉休校を憂慮する声明、学術団体の自律性に関する声明、核兵器禁止条約に関する声明を、2021年には少年法改正案を懸念する声明、オリンピック・パラリンピックの子どもの動員に反対する声明を、2022年にはウクライナの戦争に反対する声明を、2023年にはパレスチナ（ガザ）の子どもの被害に関連する声明を、それぞれ発している。
かつては、会も参加する「教育基本法全国ネットワーク」が、教育基本法改正法案（法案は可決され、2006年12月22日に公布・施行）を国会に提出せず、同法を学校や社会に生かすよう求める署名を文部科学省に提出したのに呼応して、「いまでも教育基本法が生かされていない。教育基本法は改悪でなく、生かしてほしい」と要請を行ったこともあった。

## 歴代会長
- 初代 長田新 1952年 - 1958年
- 2代 羽仁説子 1958年 - 1988年
- 3代 大田堯 1988年 - 1997年
- 4代 中村博 1997年 - 2004年
- 5代 中野光 2004年 - 2006年
- 会長代行 正木健雄 2006年 - 2009年
- 6代 正木健雄 2009年 - 2015年
- 7代 髙橋栄 2015年 - 2020年
- 8代 増山均 2020年 -

## 機関誌
- 会員月刊紙『子どもを守る』
- 月刊誌 『子どものしあわせ』 - 1955年創刊。
- 年刊誌 『子ども白書』 - 1964年創刊。